# Soleil FC
Soleil Football Club is een Beninese voetbalclub uit de stad Cotonou.
In 2003 verloor de club in de finale van de Beker van Benin met 0-1 (na verlenging) van Mogas 90 FC.